# 3등 객차

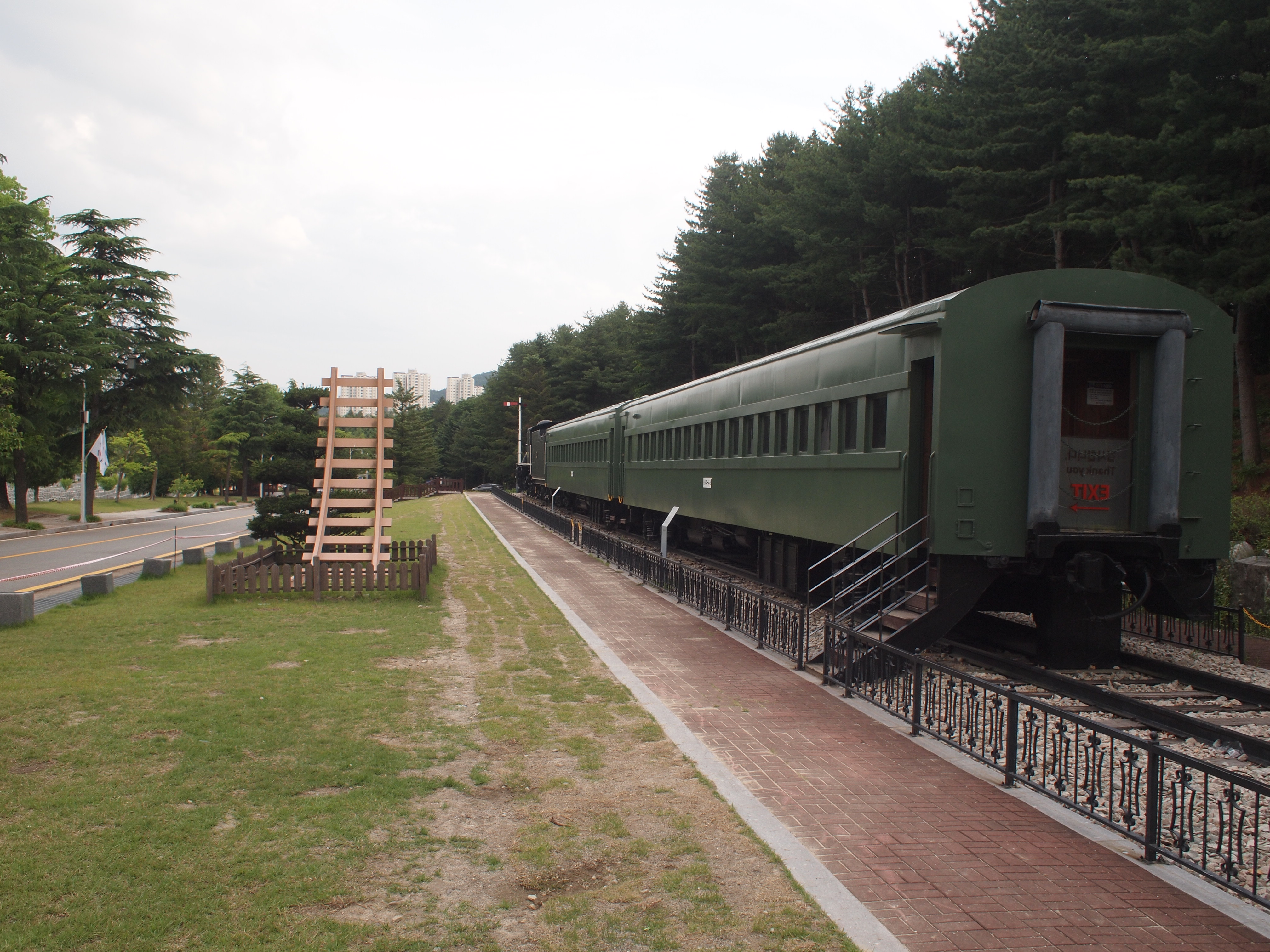
국립대전현충원 내에 위치한 호국철도기념관의 다9형 3등 객차 2량

3등 객차는 대한민국의 3등칸 열차에 편성되었던 객차를 의미한다. 통일호 객차와 비둘기호 객차로 도입된 객차는 해당 문서에서 서술한다.

## 개요
일제강점기만 해도 한반도에서는 열차가 1등칸, 2등칸, 3등칸으로 구분되어 있었다. 당시의 철도 요금을 고려할 때 3등칸 이용 여객이 가장 많았고, 이로 인해 객차의 수도 3등 객차가 가장 많았다.

## 종류

### 다형객차
- 다1형 객차 : 러일 전쟁 때 일본이 노획해 가져온 객차를 개조한 차량이다. 1937년에 모두 폐차되었다.
- 다2형 객차 : 3등 증기 동차의 객차 부분을 운전실 부분으로부터 분리해 개조한 차량이다. 차축의 종류에 따라 중량이 23.9톤과 29.8톤으로 나뉘었다.
- 다3형 객차 : 일제 초기의 표준 사양이 되는 차량이다. 미국의 카 앤 파운드리(Car & Foundry) 사에서 제작한 목제 차량으로, 조선-만주 직통 열차에 사용되었다. 의자는 널판지에 천과 펠트를 붙인 것이었다. 많은 수량이 광복 때까지 운행했으며, 정원은 104명이었다.
- 다4형 객차 : 생산 연도와 기술에 따라 초기형과 후기형으로 나뉜다. 초기형은 1918년에 용산공장에서 제작한 목제 차량으로, 언더프레임이 강제 어복형이고 차량 중량은 30톤이었다. 후기형은 1939년에 104명 정원으로 개발한 34.8톤의 경량 강제(鋼製) 차량으로, 의자는 다3형의 것을 적용했고 차체는 다9형의 것을 적용했다.
- 다5형 객차 : 1919년부터 1924년까지 조선-만주 직통 열차용으로 생산했으며, 의자에 스프링이 들어있고 등받이에 펠트를 넣었다. 80명 정원의 32.3톤 차량이다.
- 다6형 객차 : 1923년부터 1927년까지 제작한 차량으로, 천장을 기존의 이중형에서 아치형으로 개량해 개방감을 주었다.
- 다7형 객차 : 1927년부터 1927년까지 생산했는데, 차체는 철골목제로 해 안전성을 지녔다. 중량은 40톤으로, 창문을 연창과 단창을 교대로 설치해 차내를 밝게 했다.
- 다8형 객차 : 1930년부터 만든 차량으로, 최초의 반강제 차량이다. 88명 정원의 45톤 차량이었다.
- 다9형 객차 : 차체를 프레스 기술과 용접 기술로 설계해 경량화를 꾀한 종류로, 차량 중량이 37톤으로 경감되었다. 일제 말기부터의 객차 표준 사양이 이 차량으로부터 나왔다.

### 거다형객차
- 거다1형 객차 : 1932년부터 경인선 급행 용으로 제작한 차량으로, 도색을 밝게 칠하고 창문에 단창을 적용했다. 차량 중량은 26톤이었다. 이후 경의선 등지로 운행 구간이 확대되어 많은 수량이 생산되었으며, 이 차량의 제작 기술은 이후 거다2형 객차로 이어졌다.
- 거다2형 객차 : 일제강점기의 차량과 해방 이후 도입분으로 나뉜다. 일제 강점기 도입분은 아카스키호에 운행하기 위해 생산했으며, 빠른 속력에 생기는 진동을 방지한 반유선형 객차이다. 1936년에 19량, 1937년에 7량, 1938년에 25량을 제작했다. 1963년 말에 일본에서 75량을 도입했다.

### 침대객차
- 다치1형 객차 : 1922년에 개발을 시작해 1923년 2월 11일에 총 3량이 서울 - 부산 구간의 급행 열차에 최초로 운행되었다. 객차 내부에 3단으로 48개와 통로측에 2단으로 14개의 침대를 설비했다. 특이하게도 3등 침대 객차의 운행은 만주나 일본보다 앞선 것이었다.
- 다치2·3·4형 객차 : 1926년에 7량, 1928년에 8량, 1930년에 5량, 1937년에 4량, 1938년에 3량이 제작되었다.
- 다치5형 객차 : 1939년에 니혼샤료에서 제작했다.
- 다치다1형 객차 : 일반 칸과 침대 칸이 한 차량에 있는 객차이다. 1933년에 3량, 1936년에 2량이 제작되었다.

### 식당차
- 다시3형 객차 : 1937년에 2량이 제작되었다.

## 운행
일제 강점기에는 열차의 등급이 특급, 급행, 여객 갑·을로 나뉘었다. 이 등급 체계는 대체로 대한민국 정부 수립 이후에도 계속 이어졌다. 1946년경의 여객 열차 운행은 특급과 보통(완행) 두 종류였다. 이후 1963년에 특급과 보통 사이에 보급(단거리 보급 열차를 특별히 준급으로 부름)이 생겼고, 1969년에 관광호의 신설로 특급 위에 초특급이 생겼다. 또 1977년에는 초특급과 특급 사이에 우등이 생겼다. 1984년에 열차의 등급명을 개정했는데, 초특급은 새마을, 우등은 무궁화, 보급과 합한 특급은 통일, 보통은 비둘기로 바뀌었다.
3등 객차는 3등칸에 편성되어 운행했다. 이 3등칸은 특급 등급 이하에 편성되었는데, 1969년에 특급 열차의 3등 객차 운행이 중지되었다.

## 폐차와 보존
3등 객차는 대부분, 1960년대 말부터 1970년대 사이에 폐차되었다. 이 시기에는 철도 차량 보존에 대한 국민의 관심이 매우 적었기에, 보존된 차량은 거의 없다. 다만 임진각에 전시된 미카3-244호 증기 기관차와 함께 1량이 보존되고 있었는데, 이 객차가 2012년에 폐차되었기에 대한민국에서의 3등 객차의 보존은 전무하다고 보인다. 조선민주주의인민공화국 강원도 원산시의 한 전시관에 1945년 김일성이 원산을 통해 귀국한 후 평양으로 갈 때 사용했던 3등 객차가 파시2-3호와 함께 전시되어 있다고 전해진다.